# Lézat-sur-Lèze
Lézat-sur-Lèze (okzitanisch Lesat) ist ein Ort und eine südfranzösische Gemeinde mit 2341 Einwohnern (Stand 1. Januar 2022) im Département Ariège in der Region Okzitanien; sie gehört zum Arrondissement Saint-Girons und zum Kanton Arize-Lèze.

## Lage
Lézat-sur-Lèze ist die nördlichste Gemeinde des Départements Ariège. Sie liegt am Fluss Lèze in einer Höhe von etwa 210 Metern ü. d. M. Nächstgelegene Stadt ist das etwa 35 Kilometer (Fahrtstrecke) südöstlich gelegene Pamiers, die Großstadt Toulouse ist etwa 47 Kilometer in nördlicher Richtung entfernt. Nur fünf Kilometer südöstlich liegt der Ort Saint-Ybars.

## Bevölkerungsentwicklung
| Jahr      | 1962 | 1968 | 1975 | 1982 | 1990 | 1999 | 2006 | 2016 |
| Einwohner | 1612 | 1739 | 1861 | 1832 | 1964 | 2114 | 2197 | 2320 |

Im 19. Jahrhundert schwankte die Zahl der Einwohner zwischen 2500 und 3000. Die zunehmende Mechanisierung der Landwirtschaft führte in der ersten Hälfte des 20. Jahrhunderts zu einem kontinuierlichen Absinken der Einwohnerzahlen bis auf die Tiefststände der 1950er und 1960er Jahre.

## Wirtschaft
Lézat-sur-Lèze lebte in hohem Maße von der in den Weilern und Dörfern der näheren Umgebung betriebenen Landwirtschaft; der Ort selbst fungiert bis heute als regionales Handels-, Handwerks- und Dienstleistungszentrum. Auch der Tourismus spielt eine gewisse Rolle für die Einnahmen des Ortes.

## Geschichte
Geschichte und Entwicklung von Lézat sind eng verknüpft mit der im Jahre 950 gegründeten und bereits im Vorfeld der Französischen Revolution aufgelösten Benediktiner-Abtei Saint-Antoine-et-Saint-Pierre. Der Ort gehörte einst zur Grafschaft Foix.

## Sehenswürdigkeiten
- Das Ortsbild ist geprägt von – zum Teil verputzten – Fachwerk- und Ziegelsteinbauten wie sie im natursteinarmen Raum zwischen Toulouse und Pamiers üblich sind.
- Die ehemalige Abteikirche und heutige Pfarrkirche Saint-Jean-Baptiste wurde bereits im 12. Jahrhundert erbaut, danach aber immer wieder verändert. Sie hat zwei romanisch anmutende, aber möglicherweise erst später entstandene Portale und einen oktogonalen Turm im Stil der tolosaner Architektur des ausgehenden Mittelalters. Das Innere der einschiffigen Kirche wurde im 15. und 16. Jahrhundert durch Seitenkapellen vergrößert und stabilisiert; hier haben sich zwei spätmittelalterliche Fresken erhalten – eines zeigt eine Darstellung des Jüngsten Gerichts, das andere ein Bildnis Johannes des Täufers. Einer Überlieferung zufolge werden in der Kirche die Reliquien des Kirchenvaters Antonius des Großen aufbewahrt. Der Kirchenbau wurde im Jahr 1986 als Monument historique anerkannt.[1]

## Persönlichkeiten
- Jacques Fauché (1927–2013), Künstler
- Jacques Dupont (1928–2019), Radsportler

## Partnergemeinde
- Ateca (Spanien)